# Carasobarbus exulatus
 Carasobarbus exulatus és una espècie de peix cipriniforme de la família dels ciprínids que es troba al Iemen.